# 科学号实验舱
科学号实验舱（俄语：Нау́ка），又称多用途實驗艙（MLM）（俄语：Многофункциональный лабораторный модуль，或者МЛМ），是俄國航天局出资修建的国际空间站组成部分。科学号实验舱原先计划安装在晨曦号实验舱现有的位置上，目前科学号接替码头号对接舱所占用的星辰号天底位置对接接口。
最初计划于2007年发射的科学号实验舱，由于各种原因被一再推迟。到2020年5月，据说科学号实验舱计划在2021年第二季度发射，在那之后科学号实验舱的一些部件，如发动机，制造商的保修期就会过期。科学号实验舱最终于2021年7月21日14:58（UTC）与欧洲机械臂一起发射，并于2021年7月29日13:29（UTC）与星辰号天底位置成功对接。
对接后几个小时，该舱的计算机出现了一个软件故障，启动了该舱推进器，导致国际空间站意外地旋转偏离方向。美国宇航局和俄罗斯宇航局的地面控制人员努力远程修复故障问题，同时指示空间站人员关闭所有窗户的百叶窗，准备重新启动计算机。44分钟后，问题得到了纠正。
2023年10月9日，科学号实验舱散热器外部（备用）回路发生冷却液泄漏。